# Переполненная комната
«Переполненная комната» (англ. The Crowded Room) — мини-сериал 2023 года в жанре психологического триллера, созданный Акивой Голдсманом и основанный на романе Дэниела Киза «Множественные умы Билли Миллигана». Главные роли в нём сыграли Том Холланд и Аманда Сейфрид.

## Сюжет
Главные герои — Дэнни Салливан, мужчина со множественными расстройствами личности, и Рая — женщина-врач, которая пытается ему помочь, а параллельно разобраться с собственной жизнью.

## В ролях
Главные роли
- Том Холланд — Дэнни Салливан
- Аманда Сейфрид — Рая Годвин
- Саша Лейн — Ариана
- Уилл Чейз — Марлин Рид
- Лиор Раз — Ицхак Сафди
- Эмми Россум — Кэнди Салливан

Второстепенные роли
- Эмма Лэйрд — Аннабель
- Томас Садоски — Мэтти Данн
- Левон Хоук — Джонни
- Сэм Варфоломеос — Майк
- Нуала Клири — Иден
- Элайджа Джонс — Джером
- Кристофер Эбботт — Стэн Камиса
- Джейсон Айзекс — Джек Лэмб
- Закари Голингер — молодой Дэнни Салливан / Адам Салливан
- Лайла Робинс — Сьюзи
- Генри Айкенберри — Даг
- Генри Зага — Филипп
- Кармен Эджого — Патриция Ричардс
- Томас Паробек — Эзра

## Список эпизодов
| № общий | № в сезоне | Название                                   | Режиссёр         | Автор сценария                                     | Дата премьеры |
| ------- | ---------- | ------------------------------------------ | ---------------- | -------------------------------------------------- | ------------- |
| 1       | 1          | «Исход» «Exodus»                           | Корнель Мундруцо | Акива Голдсман                                     | 9 июня 2023   |
| 2       | 2          | «Убежище» «Sanctuary»                      | Корнель Мундруцо | Акива Голдсман                                     | 9 июня 2023   |
| 3       | 3          | «Убийство» «Murder»                        | Брэди Корбет     | Акива Голдсман                                     | 9 июня 2023   |
| 4       | 4          | «Лондон» «London»                          | Брэди Корбет     | Акива Голдсман, Генриетта Эшворт и Джессика Эшворт | 16 июня 2023  |
| 5       | 5          | «Спаситель» «Savior»                       | Корнель Мундруцо | Акива Голдсман                                     | 23 июня 2023  |
| 6       | 6          | «Рия» «Rya»                                | Мона Фастволд    | Акива Голдсман и Сюзанна Хиткоут                   | 30 июня 2023  |
| 7       | 7          | «Переполненная комната» «The Crowded Room» | Алан Тейлор      | Акива Голдсман и Сюзанна Хиткоут                   | 7 июля 2023   |
| 8       | 8          | «Воссоединение» «Reunion»                  | Брэди Корбет     | Акива Голдсман и Кортни Норрис                     | 14 июля 2023  |
| 9       | 9          | «Семья» «Family»                           | Мона Фастволд    | Акива Голдсман и Грегори Лессанс                   | 21 июля 2023  |
| 10      | 10         | «Суд» «Judgment»                           | Мона Фастволд    | Акива Голдсман, Сюзанна Хиткоут и Грегори Лессанс  | 28 июля 2023  |

## Создание и оценки
В 1997 году Тодд Графф при участии Дэнни Де Вито написал сценарий фильма «Переполненная комната». Режиссёром изначально должен был стать Джеймс Кэмерон. Заинтересованность в исполнении главной роли выражали в разное время Джонни Депп, Брэд Питт, Шон Пенн, Колин Фаррелл и другие актёры, некоторых из них Миллиган консультировал лично. В марте 2015 года стало известно, что главную роль получил Леонардо Ди Каприо. Сценарий должен был написать Джейсон Смилович, производством должна была заняться компания Ди Каприо Appian Way. Известно, что в феврале 2016 года шли съёмки, однако позже проект был заброшен.
В апреле 2021 года было объявлено, что «Переполненная комната» станет не фильмом, а телесериалом с 10 эпизодами в первом сезоне. Сценаристами стали Акива Голдсман, Генриетта Эшворт, Джессика Эшворт, Сюзанна Хиткот, Кортни Норрис и Грегори Лессанс. Главные роли получили Том Холланд и Аманда Сейфрид. Съёмки проходили в Нью-Йорке с 31 марта по 28 сентября 2022 года.
Премьерный показ проходил с 9 июня по 28 июля 2023 года на Apple TV+. На сайте-агрегаторе отзывов Rotten Tomatoes «Переполненная комната» получила рейтинг 34 % со средней оценкой 4,8 из 10. Рецензенты с этого ресурса констатировали, что сериал снят «с несомненным талантом», но сюжет развивается по кругу, из-за чего просмотр утомляет и часто разочаровывает. На сайте Metacritic «Переполненная комната» получила 48 баллов из 100, что означает «смешанные или средние отзывы».
Том Холланд за роль в «Переполненной комнате» был номинирован на премию «Выбор критиков» 2024 года.